# Orthotrichum shevockii
Orthotrichum shevockii là một loài rêu trong họ Orthotrichaceae. Loài này được Lewinsky-Haapasaari & D.H. Norris mô tả khoa học đầu tiên năm 1998.